# Campeonato Roraimense 2022
El Campeonato Roraimense de 2022 fue la 67.ª edición del campeonato de fútbol del estado de Roraima. El Campeonato comenzó el 5 de marzo, finalizó el 4 de mayo, y contó con la participación de 6 clubes. 
El campeón garantizó plazas en la Copa de Brasil 2023, Copa Verde 2023 y Serie D de 2023.

## Taça Boa Vista

### Clasificación
| Pos. | Equipo           | Pts. | PJ | G | E | P | GF | GC | Dif. | Clasificación 2022            |
| ---- | ---------------- | ---- | -- | - | - | - | -- | -- | ---- | ----------------------------- |
| 1    | São Raimundo     | 15   | 5  | 5 | 0 | 0 | 17 | 7  | +10  | Clasificado a las semifinales |
| 2    | Baré             | 9    | 5  | 3 | 0 | 2 | 10 | 9  | +1   | Clasificado a las semifinales |
| 3    | Náutico          | 7    | 5  | 2 | 1 | 2 | 7  | 8  | −1   | Clasificado a las semifinales |
| 4    | Real             | 5    | 5  | 1 | 2 | 2 | 9  | 10 | −1   | Clasificado a las semifinales |
| 5    | Atlético Roraima | 4    | 5  | 1 | 1 | 3 | 9  | 15 | −6   |                               |
| 6    | Rio Negro        | 3    | 5  | 1 | 0 | 4 | 7  | 10 | −3   |                               |

Actualizado a los partidos jugados el 29 de marzo de 2022.
 Fuente: Globo Esporte

### Partidos
- La hora de cada encuentro corresponde al huso horario correspondiente al Estado de Roraima (UTC-4).

| Fecha       | Hora  | Partido          | Partido | Partido          |
| ----------- | ----- | ---------------- | ------- | ---------------- |
| 5 de marzo  | 17:00 | Baré             | 0-3     | Rio Negro        |
| 5 de marzo  | 19:15 | Náutico          | 1-2     | São Raimundo     |
| 8 de marzo  | 18:30 | Real             | 2-2     | Atlético Roraima |
| 8 de marzo  | 20:45 | São Raimundo     | 4-1     | Baré             |
| 12 de marzo | 17:00 | Atlético Roraima | 1-3     | Náutico          |
| 12 de marzo | 19:15 | Rio Negro        | 0-3     | Real             |
| 15 de marzo | 18:30 | Náutico          | 1-1     | Real             |
| 15 de marzo | 20:45 | Baré             | 4-1     | Atlético Roraima |
| 19 de marzo | 17:00 | São Raimundo     | 2-1     | Rio Negro        |
| 19 de marzo | 19:15 | Real             | 0-1     | Baré             |
| 22 de marzo | 18:30 | Náutico          | 1-0     | Rio Negro        |
| 22 de marzo | 20:45 | Atlético Roraima | 1-3     | São Raimundo     |
| 26 de marzo | 17:00 | Rio Negro        | 3-4     | Atlético Roraima |
| 26 de marzo | 19:15 | Baré             | 4-1     | Náutico          |
| 29 de marzo | 18:30 | São Raimundo     | 6-3     | Real             |

### Fase final

#### Semifinales
| Fecha      | Hora  | Partido      | Partido | Partido |
| ---------- | ----- | ------------ | ------- | ------- |
| 2 de abril | 17:00 | São Raimundo | 1-0     | Real    |
| 2 de abril | 19:15 | Baré         | 0-1     | Náutico |

#### Final
| Fecha      | Hora  | Partido      | Partido | Partido |
| ---------- | ----- | ------------ | ------- | ------- |
| 5 de abril | 19:30 | São Raimundo | 4-1     | Náutico |

### Campeón
| Taça Boa Vista 2022               |
| --------------------------------- |
| São Raimundo Campeón (9.º título) |

## Taça Roraima

### Clasificación
| Pos. | Equipo       | Pts. | PJ | G | E | P | GF | GC | Dif. | Clasificación 2022            |
| ---- | ------------ | ---- | -- | - | - | - | -- | -- | ---- | ----------------------------- |
| 1    | São Raimundo | 6    | 2  | 2 | 0 | 0 | 6  | 1  | +5   | Clasificado a las semifinales |
| 2    | Náutico      | 3    | 2  | 1 | 0 | 1 | 2  | 1  | +1   | Clasificado a las semifinales |
| 3    | Baré         | 0    | 2  | 0 | 0 | 2 | 1  | 7  | −6   |                               |

Actualizado a los partidos jugados el 20 de abril de 2022.
 Fuente: Globo Esporte
| Pos. | Equipo           | Pts. | PJ | G | E | P | GF | GC | Dif. | Clasificación 2022            |
| ---- | ---------------- | ---- | -- | - | - | - | -- | -- | ---- | ----------------------------- |
| 1    | Real             | 4    | 2  | 1 | 1 | 0 | 4  | 2  | +2   | Clasificado a las semifinales |
| 2    | Atlético Roraima | 2    | 2  | 0 | 2 | 0 | 1  | 1  | 0    | Clasificado a las semifinales |
| 3    | Rio Negro        | 1    | 2  | 0 | 1 | 1 | 1  | 3  | −2   |                               |

Actualizado a los partidos jugados el 20 de abril de 2022.
 Fuente: Globo Esporte

### Partidos
- La hora de cada encuentro corresponde al huso horario correspondiente al Estado de Roraima (UTC-4).

#### Grupo A
| Fecha       | Hora  | Partido      | Partido | Partido      |
| ----------- | ----- | ------------ | ------- | ------------ |
| 9 de abril  | 17:00 | Náutico      | 0-1     | São Raimundo |
| 12 de abril | 18:30 | Baré         | 0-2     | Náutico      |
| 20 de abril | 20:45 | São Raimundo | 5-1     | Baré         |

#### Grupo B
| Fecha       | Hora  | Partido          | Partido | Partido          |
| ----------- | ----- | ---------------- | ------- | ---------------- |
| 9 de abril  | 19:15 | Real             | 1-1     | Atlético Roraima |
| 12 de abril | 20:45 | Rio Negro        | 1-3     | Real             |
| 20 de abril | 18:30 | Atlético Roraima | 0-0     | Rio Negro        |

### Fase final

#### Semifinales
| Fecha       | Hora  | Partido      | Partido | Partido          |
| ----------- | ----- | ------------ | ------- | ---------------- |
| 27 de abril | 18:30 | São Raimundo | 1-0     | Atlético Roraima |
| 27 de abril | 20:45 | Real         | 1-0     | Náutico          |

#### Final
| Fecha     | Hora  | Partido      | Partido | Partido |
| --------- | ----- | ------------ | ------- | ------- |
| 4 de mayo | 19:30 | São Raimundo | 2-1     | Real    |

### Campeón
| Taça Roraima 2022                 |
| --------------------------------- |
| São Raimundo Campeón (?.º título) |

## Final del campeonato
- No fue necesario ya que el São Raimundo conquistó las dos rondas del campeonato.

| Campeón Campeonato Roraimense 2022     |
| -------------------------------------- |
| Boa Vista                              |
| São Raimundo (13º título - 7º consec.) |

## Goleadores
- Actualizado el 4 de mayo de 2022.

| Jugador | Club         | Goles |
| ------- | ------------ | ----- |
| Branco  | Rio Negro    | 5     |
| Fininho | São Raimundo | 5     |
| Rian    | São Raimundo | 5     |
| Binho   | Baré         | 4     |
| Raí     | São Raimundo | 4     |

## Clasificación general
| Pos. | Equipo           | Pts. | PJ | G  | E | P | GF | GC | Dif. | Clasificación 2022                                                            |
| ---- | ---------------- | ---- | -- | -- | - | - | -- | -- | ---- | ----------------------------------------------------------------------------- |
| 1    | São Raimundo     | 33   | 11 | 11 | 0 | 0 | 31 | 10 | +21  | Campeón, Clasificado a la Serie D 2023, Copa de Brasil 2023 y Copa Verde 2023 |
| 2    | Náutico          | 13   | 10 | 4  | 1 | 5 | 11 | 14 | −3   | Subcampeón.                                                                   |
| 3    | Real             | 12   | 10 | 3  | 3 | 4 | 15 | 15 | 0    |                                                                               |
| 4    | Baré             | 9    | 8  | 3  | 0 | 5 | 11 | 17 | −6   |                                                                               |
| 5    | Atlético Roraima | 6    | 8  | 1  | 3 | 4 | 10 | 17 | −7   |                                                                               |
| 6    | Rio Negro        | 4    | 7  | 1  | 1 | 5 | 8  | 13 | −5   |                                                                               |

Actualizado a los partidos jugados el 4 de mayo de 2022.
 Fuente: Globo Esporte